# Xiong Ni
Xiong Ni (chiń. 熊倪; pinyin Xióng Ní; ur. 6 stycznia 1974 w Changsha) – chiński skoczek do wody, trzykrotny mistrz olimpijski.
Na swoje pierwsze igrzyska olimpijskie do Seulu w 1988, pojechał w wieku 14 lat. W konkurencji skoków z wieży 10 m wywalczył srebrny medal przegrywając jedynie z Gregiem Louganisem o 1,14 pkt. W 1992 w Barcelonie w tej samej konkurencji zajął trzecie miejsce. Na kolejnych igrzyskach (Atlanta 1996) wystartował w konkurencji trampoliny 3 m, gdzie był bezkonkurencyjny zdobywając tytuł mistrzowski. Cztery lata później w Sydney w 2000 powtórzył swoje osiągnięcie z Atlanty, dodatkowo dołożył jeszcze jedno złoto w konkurencji skoków synchronicznych z trampoliny 3m w parze z Xiao Hailiangiem. 
Stał się drugim po Gregu Louganisie zawodnikiem, który obronił tytuł mistrzowski na trampolinie 3m na dwóch kolejnych olimpiadach. Oraz drugim po Klausie Dibiasi zdobywcą medali olimpijskich w skokach do wody na czterech igrzyskach.
W 1991 Xiong Ni zdobył srebrny medal mistrzostw świata w skokach z wieży 10 m. Jest także dwukrotnym medalistą mistrzostw Azji oraz 16-krotnym mistrzem Chin.
W 2006 został przyjęty w poczet członków International Swimming Hall of Fame.